# Humaitá, Amazonas
Humaitá är en ort i delstaten Amazonas i nordvästra Brasilien. Den är centralort i en kommun med samma namn och folkmängden uppgick till cirka 30 000 invånare vid folkräkningen 2010. Humaitá är belägen vid Madeirafloden, och har en flygplats som ligger några kilometer sydväst om orten.